# Кароліна Ірена Марія Шварцбург-Рудольштадтська
Кароліна Ірена Марія Шварцбург-Рудольштадтська (нім. Karoline Irene Marie von Schwarzburg-Rudolstadt, 6 квітня 1809 — 29 березня 1833) — принцеса Шварцбург-Рудольштадтська з династії Шварцбургів, донька принца Шварцбург-Рудольштадтського Карла Гюнтера та принцеси Гессен-Гомбурзької Луїзи Ульріки, дружина спадкоємного принца Шварцбург-Зондерсгаузену Ґюнтера Фрідріха Карла.

## Біографія
Народилась 6 квітня 1809 року у Рудольштадті. Була шостою дитиною та другою донькою в родині принца Шварцбург-Рудольштадтського Карла Гюнтера та його дружини Луїзи Ульріки Гессен-Гомбурзької. Мала старшу сестру Кароліну та братів Адольфа і Вільгельма. Інші діти померли немовлятами до її народження.
Батько, разом із невісткою Кароліною, до 1814 року виконував функції соопікуна над малолітнім князем Шварцбургу-Рудольштадту Фрідріхом Гюнтером. Його не стало, коли Марії було 13 років. Матір більше не одружувалася.
У 17 років принцеса була видана заміж за 25-річного спадкоємного принца Шварцбург-Зондерсгаузену Гюнтера Фрідріха Карла, який доводився їй кузеном. Весілля пройшло 12 березня 1827 року у Рудольштадті. Наречений отримав добру освіту під керівництвом матері, неодноразово подорожував Європою, був відомим як прогресивно мислячий юнак. У подружжя з'явилося четверо дітей.
29 березня 1833 року в Арнштадті Марія пішла з життя. Була похована у Верхній церкві Арнштадту. У 1834 році прах було перенесено до Арнштадтського цвинтаря.
За два роки після її смерті Гюнтер Фрідріх Карл узяв другий шлюб із Матильдою Гогенлое-Орінґенською. Невдовзі він став також правлячим князем Шварцбург-Зондерсгаузену.

## Родина

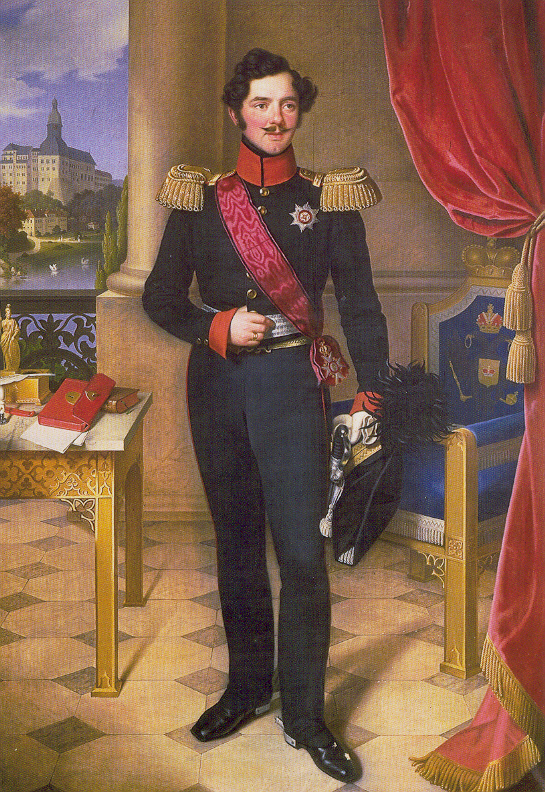
Портрет Ґюнтера Фрідріха Карла, 1837

Чоловік —  Гюнтер Фрідріх Карл
Діти:
- Гюнтер (1828—1833) — прожив 5 років;
- Єлизавета (1829—1893) — одружена не була, дітей не мала;[3]
- Карл Ґюнтер (1830—1909) — князь Шварцбург-Зондерсгаузену у 1880—1909 роках, був одруженим з принцесою Саксен-Альтенбурзькою Марією, дітей не мав;
- Леопольд (1832—1906) — генерал кінноти прусського війська, одруженим не був, дітей не мав.